# Càncer de pàncrees
El càncer de pàncrees o càncer pancreàtic és un càncer que s'origina a la glàndula pancreàtica.

## Epidemiologia
A Girona, la incidència percentual sobre el total de càncers és del 2,7%; per a dones al voltant del 2,7%.

## Pronòstic
Tot i que depèn de l'extensió del tumor en el moment del diagnòstic, el pronòstic és generalment molt dolent.
A Catalunya, té una taxa de supervivència a cinc anys per a homes al voltant del 14% i per a dones al voltant del 18%.
A Catalunya, les taxes de mortalitat (x 100.000 hab.; i en % sobre el total de càncers per sexe; estandarditzades segons sexe, 2018) són: 9,10 dones; 13,20 homes; 11,03 total; 8,12% en dones; 5,59% en homes.

## Etiologia
Es desconeix l'etologia i el mecanisme de carcinogènesi pancreàtica. Es creu que el procés s'inicia per una alternació de les cèl·lules dels conductors pancreàtics. Els carcinògens assolirien aquestes cèl·lules provocant-ne la transformació maligna per tres possibles vies d'accés:
- Per reflux biliar
- Per reflux duodenal
- Per via sanguínia

## Localització

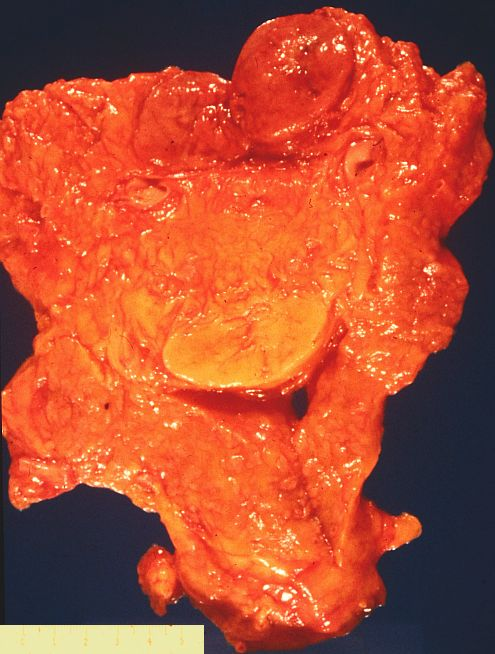
Carcinoma pancreàtic

- Cap del pàncrees
- Cos i cua del pàncrees

## Diagnòstic
- En la tomografia computada (TC) s'observa una massa hipodensa. També permet veure una dilatació de la via biliar i del conducte de Wirsung.
- La ressonància magnètica permet una millor definició del greix peripancreàtic i així com fer reconstruccions de la via biliar per a observar millor la dilatació.
- ERCP (Colangiografia endoscòpica): per a observar la dilatació dels conductes.

- Ecoendoscòpia: per a detectar tumors de menys de 2 cm i adenopaties. També es pot realitzar una punció-aspiració amb agulla fina (PAAF).

## Factors de risc
Els principals factors de riscs coneguts del càncer de pàncrees són:
- Tabaquisme:. El risc dels consumidors de tabac (fumadors) és quatre vegades superior al dels no consumidors. Els carcinògens del tabac assolirien el pàncrees per reflux biliar als conductes pancreàtics. De tota manera, la relació tabac i càncer de pàncrees no és tan ferma com passa amb el càncer de pulmó o el càncer de laringe, tot i ser el càncer de pàncrees un càncer tabacodependent.

- Dieta: El càncer de pàncrees ocorre més freqüentment en les poblacions que consumeixen un alt contingut en greixos animals, sucres refinats i proteïnes d'origen animal. Els estudis cas-control han confirmat la relació entre el consum d'aquesta dieta occidental, sobre tot l'excés del consum de sucre. A més, les grasses faciliten l'acció dels carcinògens com l'aflatoxina i la nitrosamina. Els estudis observacionals demostren que els pobles que consumeixen més aliments vegetals tenen menys risc de patir aquesta malaltia. Respecte a les vitamines, es creu que les vitamines A i C actuarien com a substàncies protectores, com passa amb altres tumors digestius. També s'ha estudiat la relació entre un consum excessiu de cafè i el risc de contraure càncer, però els resultats no han estat concloents.

L'edat és un factor de risc important. El 2012, tan sols el 0,13% de les defuncions per càncer de pàncrees als Estats Units es produïren en persones de menys de 35 anys, mentre que el 71,34% es produïren en individus de 65 anys o més.

### Malalties i càncer de pàncrees
Algunes malalties associades amb certa freqüència al càncer de pàncrees com la pancreatitis, especialment la pancreatitis crònica amb calcificacions. Aquesta malaltia s'ha trobat en una gran proporció d'autòpsies de malalts que han mort per càncer de pàncrees. D'altra banda, els mateixos signes clínics de la pancreatitis han estat observats en malalts amb càncer de pàncrees. La diabetis mellitus també ha estat associada al càncer de pàncrees perquè s'ha trobat antecedents de diabetis en l'evolució de molts d'aquests malalts. Per explicar els casos on coexisteixen les dues malalties s'ha arribat a pensar que la malaltia tumoral pot provocar l'alteració metabòlica que provoca la diabetis. Un excés de colecistitis i cirrosi hepàtica s'ha trobat als antecedents dels malalts amb càncer de pàncrees. No existeix una explicació satisfactòria d'aquesta associació.

### Alcohol
L'alcohol també és un important factor de risc. És sabut que aquest hàbit actua com a factor causal en una varietat de malalties digestives, com els tumors de l'orofaringe i de l'esòfag. També se sap que l'alcohol és un promotor de la carcinogènesi en el laboratori. A més, l'alcohol juntament amb les dietes grasses és un important determinant de la pancreatitis crònica amb calcificació. Tot i aquestes dades, els estudis epidemiològics no han pogut demostrar completament aquesta relació.

### Ètnia
En els Estats Units aquesta malaltia és més freqüent entre els afroamericans, tant en homes com en dones.

### Factor hereditari
S'ha admès que l'herència pot estar involucrada en casos ocasionals, però no es creu que els factor hereditaris actuïn en un nombre important de casos. Els casos familiars que s'han trobat corresponen sobretot a càncers endocrins pancreàtics. Encara que s'han descrit mutacions provinents de les línies germinals aquestes presenten una baixa penetrància (inferior 20%), aquest fet conjuntament amb la tardana edat a la qual sol aparèixer aquest càncer (més enllà dels 40 anys) suggereix el fet que l'impacte d'aquestes mutacions prové de la conversió de les lesions preneoplàsiques a malignes, més que de la iniciació del mateix procés.